# 東洋鋼鈑
東洋鋼鈑株式会社（とうようこうはん、Toyo Kohan Co.,Ltd.）は日本の鉄鋼メーカー。東洋製罐グループの冷間圧延メーカー。

## 概要
1934年（昭和9年）、親会社である東洋製罐に缶材料であるブリキを供給するため、国内初の民間ブリキメーカーとして設立された。ブリキ、薄板（磨帯鋼、精密圧延品）及び各種表面処理鋼板並びに各種機能材料等の製造・販売を行っている。本社を東京都品川区東五反田に置き、ほぼ全ての製品を山口県下松市の下松事業所で製造している。

## 沿革
- 1934年4月 - 設立。
- 1935年2月 - 山口県下松工場（現・下松事業所）において操業を開始。
- 1949年5月 - 東京証券取引所に上場。
- 1981年3月 - 西ドイツのラッセルシュタイン社と技術提携。
- 2016年2月 - 株式会社富士テクニカ宮津を連結子会社化。
- 2018年
  - 6月 - 東洋製罐グループホールディングスによるTOBが成立、株式の95%を取得[2]。
  - 7月 - 東京証券取引所1部上場廃止。
  - 8月 - 東洋製罐グループホールディングスの完全子会社となる[3]。

## 下松事業所
- 山口県下松市東豊井で操業
- 事業所長 - 荒瀬　真

## 人材育成
- 優秀な社員を兵庫県尼崎市の産業技術短期大学（1962年一般社団法人日本鉄鋼連盟が設立）に派遣して、人材育成を行っている。具体的には、「製造現場における知識創造と人材の多機能育成政策・綿密な能力開発策のひとつとして、企業内選抜を経て中堅技術者への昇進に結びつく産業技術短期大学への派遣を行う政策の実行」であり、このような人材育成形態（教育訓練形態）を「オフ・ザ・ジョブ・トレーニング・OFF-JT」という。